# 743 v.Chr.

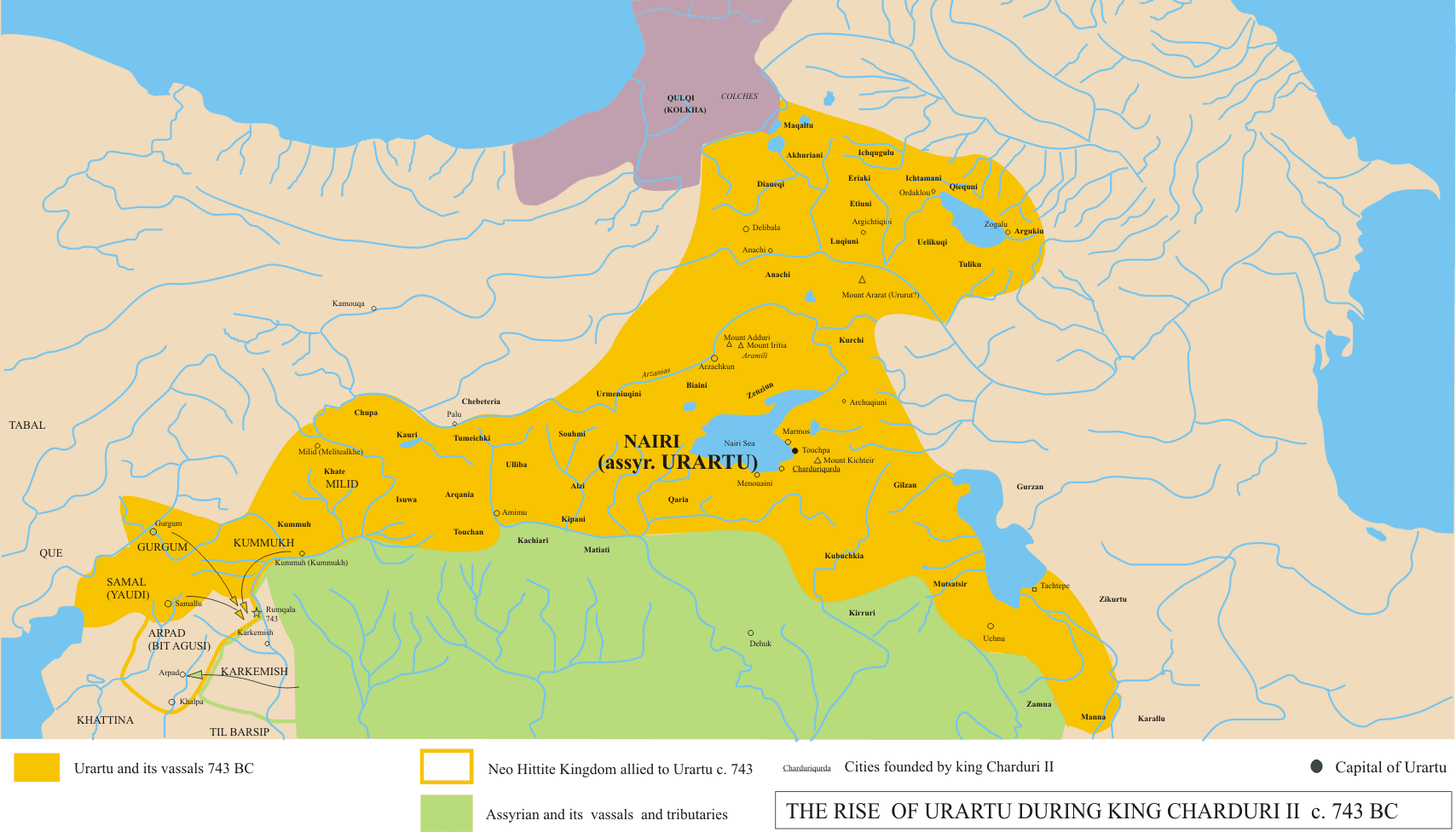
Urartu tijdens de maximale uitbreiding in 743 v.Chr.

Het jaar 743 v.Chr. is een jaartal in de 8e eeuw v.Chr. volgens de christelijke jaartelling.

## Gebeurtenissen

### Klein-Azië
- Koning Sardur II brengt het koninkrijk Urartu tot zijn grootste omvang. Er dreigt echter oorlog met Assyrië.

### Griekenland
- Aesimides wordt benoemd tot archont van Athene.

### Assyrië
- Koning Tiglat-Pileser III verslaat de Syrische stadstaten en hun Aramese bondgenoten, hij belegert de stad Arpad.

### Elam
- Humbanigaš wordt koning van Elam.[1]

### Europa
- Koning Gurgustius (743 - 723 v.Chr.) volgt zijn vader Rivallo op als heerser van Brittannië.